# Llista d'episodis de Poble Nou
La telenovel·la catalana Poble Nou va ser emesa per TV3 i es va estrenar el 10 de gener de 1994. Consta de 192 episodis.

## Temporades
| Temporada | Temporada | Episodis | Estrena a Catalunya | Final                  | Final |
| --------- | --------- | -------- | ------------------- | ---------------------- | ----- |
|           | 1         | 192      | 10 de gener de 1994 | 26 de desembre de 1994 |       |

## Primera temporada
| Episodis (1 - 192) | Episodis (1 - 192) | Episodis (1 - 192)          | Episodis (1 - 192)                                   | Episodis (1 - 192)     | Episodis (1 - 192) | Episodis (1 - 192) |
| Núm. |                    | Director                    | Guionista                                            | Data d'emissió         |                    |                    |
| --- | ------------------ | --------------------------- | ---------------------------------------------------- | ---------------------- | ------------------ | ------------------ |
| 1 | «Capítol 1»        | Jordi Frades                | Josep Maria Benet i Jornet & Lluís Arcarazo          | 10 de gener de 1994    |                    |                    |
| Els Aiguadé són una família de classe mitjana baixa que viu en un barri obrer d'una gran ciutat. Tenen dos fills, una filla i una tieta que és propietària d'una taverna al mateix barri, però per un atzar, la seva vida comença a canviar. |                    |                             |                                                      |                        |                    |                    |
| 2 | «Capítol 2»        | Jordi Frades                | Josep Maria Benet i Jornet & Lluís Arcarazo          | 12 de gener de 1994    |                    |                    |
| L'Antoni i la Rosa estan desesperats, no troben la butlleta i l'Antoni culpa el seu fill Ferran, que es troba completament xafat, en conèixer la feina de la Mònica, la seva nòvia. |                    |                             |                                                      |                        |                    |                    |
| 3 | «Capítol 3»        | Jordi Frades                | Josep Maria Benet i Jornet & Lluís Arcarazo          | 13 de gener de 1994    |                    |                    |
| En Ferran s'ha barallat amb el seu pare i es queda a viure a casa de la Mònica, però això li porta problemes. L'Antoni ja ha cobrat i explica a la família els seus plans de futur. |                    |                             |                                                      |                        |                    |                    |
| 4 | «Capítol 4»        | Jordi Frades                | Josep Maria Benet i Jornet & Lluís Arcarazo          | 14 de gener de 1994    |                    |                    |
| L'Antoni explica a la tieta Victòria la possibilitat d'obrir un nou negoci. En Ferran seguirà vivint amb la Mònica. En Martí està enamorat i l'Helena ha aconseguit el pis nou. |                    |                             |                                                      |                        |                    |                    |
| 5 | «Capítol 5»        | Jordi Frades                | Josep Maria Benet i Jornet & Lluís Arcarazo          | 17 de gener de 1994    |                    |                    |
| L'Anna i la Júlia es coneixen i van a visitar el pis nou de la Júlia. La Mònica fa un regal a en Ferran. I al magatzem de la tieta es troben papers i fotografies de la tieta Victòria. |                    |                             |                                                      |                        |                    |                    |
| 6 | «Capítol 6»        | Jordi Frades                | Josep Maria Benet i Jornet i Jornet & Lluís Arcarazo | 18 de gener de 1994    |                    |                    |
| La Júlia no suporta les visites que l'Enric fa a la seva mare Helena. L'Antoni porta en secret tota l'organització del nou negoci; la tieta i la Rosa no hi estan d'acord. La Mònica intenta arreglar els problemes amb un altre regal a en Ferran. |                    |                             |                                                      |                        |                    |                    |
| 7 | «Capítol 7»        | Jordi Frades                | Josep Maria Benet i Jornet & Lluís Arcarazo          | 19 de gener de 1994    |                    |                    |
| L'Antoni ha decidit canviar de pis; per l'altre costat intenta que la Rosa participi en el negoci, la tieta Victòria fa costat a la Rosa. En Martí amaga a casa seva que té problemes amb l'escola. L'Enric està decidit a deixar la seva dona i anar a viure amb l'Helena. |                    |                             |                                                      |                        |                    |                    |
| 8 | «Capítol 8»        | Jordi Frades                | Josep Maria Benet i Jornet & Lluís Arcarazo          | 20 de gener de 1994    |                    |                    |
| Finalment han trobat la forma de solucionar el conflicte de la societat amb la tieta Victòria. En Martí és expulsat de l'escola una setmana. Truca el director de l'institut. Retorna al barri un antic veí, en Ricard. |                    |                             |                                                      |                        |                    |                    |
| 9 | «Capítol 9»        | Jordi Frades                | Josep Maria Benet i Jornet & Lluís Arcarazo          | 20 de gener de 1994    |                    |                    |
| En Martí està enfadat, algú de l'escola ha xerrat que ell no era el que va punxar les rodes. En Ricard comença a trobar els vells amics d'abans, fins i tot la tieta Victòria. L'Antoni ja té els plànols del súper i els ensenya a la família. L'Anna torna amb en Marc. |                    |                             |                                                      |                        |                    |                    |
| 10 | «Capítol 10»       | Jordi Frades                | Josep Maria Benet i Jornet & Lluís Arcarazo          | 21 de gener de 1994    |                    |                    |
| L'Antonio ensenya els plànols a la tieta Victòria. En Martí fa les paus amb en Miquel. L'Helena demana a l'Enric que no molesti la Júlia. |                    |                             |                                                      |                        |                    |                    |
| 11 | «Capítol 11»       | Enric Banqué                | Josep Maria Benet i Jornet & Lluís Arcarazo          | 24 de gener de 1994    |                    |                    |
| L'Antonio, la Rosa i l'Anna van a veure el pis nou. La tieta no hi vol anar. Coneixen l'Helena i la Júlia. En Martí, que ha arribat tard, ajuda la tieta Victòria amb unes caixes de vodka. La Victòria vol que l'Anna es miri els papers del seu pare. |                    |                             |                                                      |                        |                    |                    |
| 12 | «Capítol 12»       | Enric Banqué                | Josep Maria Benet i Jornet & Lluís Arcarazo          | 25 de gener de 1994    |                    |                    |
| La Victòria demana a en Ricard que miri els papers del seu pare, ja que la seva neboda no ho ha fet. La Rosa comença a mirar mobles per al pis nou. En Martí prepara una festa amb els seus amics. |                    |                             |                                                      |                        |                    |                    |
| 13 | «Capítol 13»       | Enric Banqué                | Josep Maria Benet i Jornet & Lluís Arcarazo          | 26 de gener de 1994    |                    |                    |
| L'Antonio diu a la tieta Victòria que no està d'acord que surti amb en Ricard. L'Anna intenta fer amistat amb en Marc. Comencen les obres de la bodega i l'Antonio i la Rosa comencen el trasllat al pis nou. |                    |                             |                                                      |                        |                    |                    |
| 14 | «Capítol 14»       | Enric Banqué                | Josep Maria Benet i Jornet & Lluís Arcarazo          | 27 de gener de 1994    |                    |                    |
| L'Emilia, la dona de fer feines de l'Antonio i la Rosa, troba una fotografia en què reconeix l'Antonio. La Victòria s'enfada amb l'Antonio per ficar-se en la seva vida. L'Helena i l'Enric cada dia estan més units. En Martí i els seus amics han preparat una festa i ell ha quedat "tocat". |                    |                             |                                                      |                        |                    |                    |
| 15 | «Capítol 15»       | Enric Banqué                | Josep Maria Benet i Jornet & Lluís Arcarazo          | 28 de gener de 1994    |                    |                    |
| L'Antonio i la Rosa organitzen una festa d'inauguració del pis. Hi conviden l'Emilia, la dona de fer feines, que diu que coneix l'Antonio. També hi troben en Marc, el fill de l'Emilia, i en Ferran, que es coneixen de casa la Mònica. |                    |                             |                                                      |                        |                    |                    |
| 16 | «Capítol 16»       | Sílvia Quer                 | Josep Maria Benet i Jornet & Lluís Arcarazo          | 31 de gener de 1994    |                    |                    |
| L'Antonio i l'Emilia es retroben després de molts anys. L'Emilia li recorda que té un fill, en Marc. L'Antonio intenta fer entendre a la Rosa que en Marc no és un xicot per a l'Anna. Però arriba una carta a casa de la Rosa. |                    |                             |                                                      |                        |                    |                    |
| 17 | «Capítol 17»       | Sílvia Quer                 | Josep Maria Benet i Jornet & Lluís Arcarazo          | 1 de febrer de 1994    |                    |                    |
| La Rosa ha rebut un anònim que diu que el seu marit amaga coses de la seva vida. L'Antonio intenta treure-li importància. En Ferran diu a la Mònica que se'n va a viure sol. La Victòria segueix empipada per l'enrenou de les obres del supermercat. En Marc i l'Anna continuen veient-se. L'Antonio decideix enviar l'Anna als EUA, però ella s'hi nega.                                                                                              |                    |                             |                                                      |                        |                    |                    |
| 18 | «Capítol 18»       | Sílvia Quer                 | Josep Maria Benet i Jornet                           | 2 de febrer de 1994    |                    |                    |
| La Rosa troba a les escombraries un altre anònim que inculpa l'Antonio. Aquest intenta aconseguir l'adreça de l'Emília per aturar els anònims. La Victòria demana a en Ricard que es llegeixi uns papers del seu pare. |                    |                             |                                                      |                        |                    |                    |
| 19 | «Capítol 19»       | Sílvia Quer                 | Josep Maria Benet i Jornet & Lluís Arcarazo          | 3 de febrer de 1994    |                    |                    |
| L'Antonio no aconsegueix que l'Anna i en Marc es deixin de veure, fins que un dia fa fora de mala manera en Marc; l'Anna no entén la mania que li té el seu pare. |                    |                             |                                                      |                        |                    |                    |
| 20 | «Capítol 20»       | Sílvia Quer                 | Josep Maria Benet i Jornet & Lluís Arcarazo          | 4 de febrer de 1994    |                    |                    |
| A casa de l'Antonio hi ha un daltabaix. La Rosa s'assabenta de la història de l'Antonio. Ell i l'Emília havien sortit junts quan feia la mili a Berga. La Victòria ha de convèncer la Rosa i l'Antonio que el súper s'inaugurarà per més problemes que hi hagi. En Martí pensa que és ell qui no és fill de l'Antonio. |                    |                             |                                                      |                        |                    |                    |
| 21 | «Capítol 21»       | Jordi Frades                | Josep Maria Benet i Jornet & Lluís Arcarazo          | 7 de febrer de 1994    |                    |                    |
| La Rosa i l'Antonio dormen separats. La Victòria intenta reconciliar-los, però la Rosa li explica tota la història. L'Emília reconeix davant de la Rosa que vol fer mal a l'Antonio. La Mònica troba la Kati a casa d'en Ferran. En Ricard amenaça en Xavier: vol que li torni els diners. |                    |                             |                                                      |                        |                    |                    |
| 22 | «Capítol 22»       | Jordi Frades                | Josep Maria Benet i Jornet & Lluís Arcarazo          | 8 de febrer de 1994    |                    |                    |
| La Júlia, que sap que en Marc i l'Anna són germans perquè l'hi ha explicat l'Helena, li comenta que "creu" que en Marc i l'Anna han fet l'amor. L'Helena explica aquest fet a la Rosa. L'Antonio es desespera. En Ferran i la Kati van a casa de la Mònica per demanar-li disculpes, però la Mònica no les accepta. En Ricard està molt interessat en els escrits del pare de la Victòria.                                                              |                    |                             |                                                      |                        |                    |                    |
| 23 | «Capítol 23»       | Jordi Frades                | Josep Maria Benet i Jornet & Lluís Arcarazo          | 9 de febrer de 1994    |                    |                    |
| L'Anna no vol explicar als seus pares què va passar amb en Marc. L'Antonio ho explica a l'Emília. L'Antonio diu al Marc que ell és el seu pare. La Rosa creu que l'Anna no ha de saber de qui és fill, en Marc. Finalment, l'Anna explica què va passar. En Xavier és molt amic de l'Eugeni, el dentista de la Rosa. En Ferran va a casa de la tieta Victòria perquè l'han apallissat.                                                                  |                    |                             |                                                      |                        |                    |                    |
| 24 | «Capítol 24»       | Jordi Frades                | Josep Maria Benet i Jornet & Lluís Arcarazo          | 10 de febrer de 1994   |                    |                    |
| En Ferran creu que l'han apallissat per encàrrec de la Mònica, per venjar-se del seu afer amb la Kati, però aquesta li explica que ha estat el seu nòvio. En Martí veu com el seu oncle Xavier es fa un petó amb l'Eugeni. En Ricard voldria viure amb la Victòria, però ara hi viu en Ferran. |                    |                             |                                                      |                        |                    |                    |
| 25 | «Capítol 25»       | Jordi Frades                | Josep Maria Benet i Jornet & Lluís Arcarazo          | 11 de febrer de 1994   |                    |                    |
| L'Antonio està molest perquè la Rosa no el deixa dormir a la seva habitació. L'Anna diu als seus pares que en Ferran és a casa de la tieta Victòria perquè l'han apallissat. En Ricard vol saber, a través de l'Andreu, històries dels amics del pare de la Victòria. En Ferran perd la feina del club. L'Helena rep trucades sospitoses i cada dia està més nerviosa.                                                                                  |                    |                             |                                                      |                        |                    |                    |
| 26 | «Capítol 26»       | Enric Banqué                | Josep Maria Benet i Jornet & Lluís Arcarazo          | 14 de febrer de 1994   |                    |                    |
| En Ferran està preocupat pel que pugui fer la Mònica, ja que no la troba enlloc. La Júlia explica a l'Helena la seva trobada amb en Ramon i li confessa qui és el seu pare. Mentrestant, la Victòria proposa ajudar en Ferran. |                    |                             |                                                      |                        |                    |                    |
| 27 | «Capítol 27»       | Enric Banqué                | Josep Maria Benet i Jornet & Lluís Arcarazo          | 15 de febrer de 1994   |                    |                    |
| La Mercè, la nòvia d'en Manel, es posa a treballar al supermercat. La Madrona insinua a la Rosa que en Xavier és homosexual i l'Anna i en Martí l'hi confirmen. Mentrestant, la Rosa i l'Antonio han arribat a un acord amb en Ferran perquè munti el seu pub. L'Andreu rep una carta de l'Ajuntament. |                    |                             |                                                      |                        |                    |                    |
| 28 | «Capítol 28»       | Enric Banqué                | Josep Maria Benet i Jornet & Lluís Arcarazo          | 16 de febrer de 1994   |                    |                    |
| En Ricard, tot arreglant la calaixera, troba el secret. La Júlia se n'ha anat de casa. L'Helena ho explica tot a l'Enric. L'Andreu diu que han de començar les mobilitzacions perquè no els tirin les cases. En Ferran necessita un aval per muntar el pub i demana ajuda al seu pare. L'Anna va darrere d'en Marc i aquest es veu obligat a dir-li que són germans.                                                                                    |                    |                             |                                                      |                        |                    |                    |
| 29 | «Capítol 29»       | Enric Banqué                | Josep Maria Benet i Jornet & Lluís Arcarazo          | 17 de febrer de 1994   |                    |                    |
| L'Anna no ha anat a dormir a casa i els seus pares estan molt preocupats. Quan arriba a casa, l'Anna els retreu que no li hagin explicat que és germana d'en Marc. En Xavier confessa a la Rosa que és homosexual. L'Helena està desfeta perquè no sap on és la Júlia. L'Anna rep una trucada de la Júlia, que la vol veure. |                    |                             |                                                      |                        |                    |                    |
| 30 | «Capítol 30»       | Enric Banqué                | Josep Maria Benet i Jornet & Lluís Arcarazo          | 18 de febrer de 1994   |                    |                    |
| Noves aventures dels veïns de Poblenou. |                    |                             |                                                      |                        |                    |                    |
| 31 | «Capítol 31»       | Sílvia Quer                 | Josep Maria Benet i Jornet & Lluís Arcarazo          | 21 de febrer de 1994   |                    |                    |
| Més aventures dels habitants del barri. |                    |                             |                                                      |                        |                    |                    |
| 32 | «Capítol 32»       | Sílvia Quer                 | Josep Maria Benet i Jornet & Lluís Arcarazo          | 22 de febrer de 1994   |                    |                    |
| L'Anna fa les maletes per marxar a estudiar a Nova York. La Mercè i en Manel estan enfadats però es reconcilien quan el Manel i l'Andreu van a una reunió a l'Ajuntament. En Marc consulta l'estat de l'Emília a l'Helena i l'Enric. L'Helena rep la visita d'en Ramon, el pare de la Júlia. L'Antonio suplica a la Rosa que tornin a dormir junts. |                    |                             |                                                      |                        |                    |                    |
| 33 | «Capítol 33»       | Sílvia Quer                 | Josep Maria Benet i Jornet & Lluís Arcarazo          | 23 de febrer de 1994   |                    |                    |
| En Manel i la Mercè celebren el seu casament. L'Antonio està gelós perquè la Rosa s'ha posat a ballar amb en Ricard. L'Helena i l'Enric visiten l'Emília i comproven el seu estat esquizofrènic. La Júlia parla amb el seu pare, en Ramon. |                    |                             |                                                      |                        |                    |                    |
| 34 | «Capítol 34»       | Sílvia Quer                 | Josep Maria Benet i Jornet & Lluís Arcarazo          | 24 de febrer de 1994   |                    |                    |
| L'Andreu ha de ser tret per la guàrdia urbana de casa seva, ja que en comença l'enderrocament. L'Antoni té un mal de queixal molt fort i la Rosa avisa en Xavier per si el seu amic Eugeni el pot venir a calmar. |                    |                             |                                                      |                        |                    |                    |
| 35 | «Capítol 35»       | Sílvia Quer                 | Josep Maria Benet i Jornet & Lluís Arcarazo          | 25 de febrer de 1994   |                    |                    |
| En Ferran inaugura el seu pub. La Júlia torna a parlar amb en Ramon i està disposada a viatjar. La Rosa i en Ricard tornen de la mostra gastronòmica. En Ricard li fa un petó. La Rosa busca el suport de l'Helena i aquesta li diu que ha de canviar d'estil de viure, de vestir i també de pentinat. |                    |                             |                                                      |                        |                    |                    |
| 36 | «Capítol 36»       | Antoni Janés                | Josep Maria Benet i Jornet & Lluís Arcarazo          | 28 de febrer de 1994   |                    |                    |
| La Júlia marxa cap a l'Argentina amb el seu pare. L'Helena corre cap a l'aeroport per evitar-ho. L'Antonio demana una pistola al Xavier perquè hi ha molts atracaments. En Marc ha patentat el ROBÀLEC i vol celebrar-ho. En Bernat convenç la Rosa per fer menjars preparats. |                    |                             |                                                      |                        |                    |                    |
| 37 | «Capítol 37»       | Antoni Janés                | Josep Maria Benet i Jornet & Lluís Arcarazo          | 1 de març de 1994      |                    |                    |
| L'Helena explica a la Júlia què va passar amb la seva mare i el seu pare. La Rosa està enfadada amb en Ricard perquè no ha explicat res a la tieta Victòria. En Ricard demana entrades del Palau de la Música a l'Andreu. En Ferran fa fora del pub el Marc, que ha vingut per arreglar un endoll. |                    |                             |                                                      |                        |                    |                    |
| 38 | «Capítol 38»       | Antoni Janés                | Josep Maria Benet i Jornet & Lluís Arcarazo          | 2 de març de 1994      |                    |                    |
| L'Emília ha intentat matar l'Antonio però en Ferran i la Victòria ho han impedit. l'Emília és traslladada a l'hospital en un estat de xoc. En Xavier ha entrat a treballar de xofer. L'Andreu deixa unes entrades al Ricard. La Victòria obre el sobre i es pensa que les entrades són per a ella i en Ricard. |                    |                             |                                                      |                        |                    |                    |
| 39 | «Capítol 39»       | Antoni Janés                | Josep Maria Benet i Jornet & Lluís Arcarazo          | 3 de març de 1994      |                    |                    |
| L'Helena i l'Enric convencen en Marc perquè interni la seva mare en un centre. En Ferran va malament de diners i el seu pare s'enfada. En Ricard convida la Rosa al concert del Palau. L'Antonio està nerviós perquè la Rosa no ha tornat i ja és de matinada. |                    |                             |                                                      |                        |                    |                    |
| 40 | «Capítol 40»       | Antoni Janés                | Josep Maria Benet i Jornet & Lluís Arcarazo          | 4 de març de 1994      |                    |                    |
| L'Antonio té un atac de gelosia: es pensa que la Rosa ha sortit amb en Bernat. En Ricard menteix a la Victòria i diu que les entrades eren per un amic. La Mercè farà un anunci per a l'empresa de publicitat d'en Joan Grau. En Bernat i la Rosa munten "el racó de casa". La Victòria troba la dedicatòria a l'entrada del Palau dins de la bossa de la Rosa.                                                                                         |                    |                             |                                                      |                        |                    |                    |
| 41 | «Capítol 41»       | Enric Banqué                | Josep Maria Benet i Jornet & Lluís Arcarazo          | 7 de març de 1994      |                    |                    |
| En Marc ha aconseguit que el seu ROBALEC interessi a una firma alemanya. La Victòria està enfadada i explica a l'Antonio la sortida al Palau de la Rosa i en Ricard. En Martí cada dia està més introduït en el món dels grafits. En Xavier, borratxo, explica que ha deixat la feina. L'Antonio i la Rosa estan discutint quan truca l'Anna des de Nova York.                                                                                          |                    |                             |                                                      |                        |                    |                    |
| 42 | «Capítol 42»       | Enric Banqué                | Josep Maria Benet i Jornet & Lluís Arcarazo          | 8 de març de 1994      |                    |                    |
| L'Anna, per telèfon, els explica que està malalta i que torna cap a casa. La Rosa pregunta a l'Eugeni sobre la malaltia de l'Anna. En Martí i en Miquel fan unes fotografies compromeses de Marta Jardí. En Marc confessa a la seva mare l'amor per l'Anna. |                    |                             |                                                      |                        |                    |                    |
| 43 | «Capítol 43»       | Enric Banqué                | Josep Maria Benet i Jornet & Lluís Arcarazo          | 9 de març de 1994      |                    |                    |
| L'Anna arriba de Nova York i la Júlia la posa al corrent de l'assumpte del seu pare, en Ramon, i del del Ricard amb la Rosa. També li explica que en Marc se'n va a Alemanya i que segurament es farà ric. La Rosa diu al Ricard que ara ja no es veuran perquè hi ha l'Anna a casa i també per la Victòria. La Mercè té un problema amb el barri vell per l'anunci que va fer.                                                                         |                    |                             |                                                      |                        |                    |                    |
| 44 | «Capítol 44»       | Enric Banqué                | Josep Maria Benet i Jornet & Lluís Arcarazo          | 10 de març de 1994     |                    |                    |
| En Martí i en Miquel ensenyen les fotografies a en Xavier, que els diu que en poden treure diners. La Mercè segueix tenint problemes per l'anunci i el supermercat se'n ressenteix. Els afectats pels enderrocaments de les cases fan una assemblea. Per defensar-se, perdonen la Mercè. L'Anna intenta que la Rosa i la Victòria facin les paus. |                    |                             |                                                      |                        |                    |                    |
| 45 | «Capítol 45»       | Enric Banqué                | Josep Maria Benet i Jornet & Lluís Arcarazo          | 11 de març de 1994     |                    |                    |
| En Marc ha arribat d'Alemanya però hi haurà de tornar. L'Anna intenta posar-s'hi en contacte. Els afectats dels pisos i l'Andreu fan l'ocupació dels nous pisos. Un anomenat Walter, que és alemany, pregunta per en Ricard. L'Anna, contenta, rep la visita d'en Jaume Balcells, el seu amic de Nova York. La Rosa accepta fer negoci amb en Bernat.                                                                                                   |                    |                             |                                                      |                        |                    |                    |
| 46 | «Capítol 46»       | Sílvia Quer                 | Josep Maria Benet i Jornet & Lluís Arcarazo          | 14 de març de 1994     |                    |                    |
| L'Antonio es troba molt sol al supermercat per la tancada dels pisos nous. Intenten difamar la Mercè. En Manel ha estat detingut. En Jaume diu a l'Anna que donarà suport a la tancada, en contra del seu pare. L'Helena i l'Enric no poden fer el viatge per culpa d'una malaltia del fill de l'Enric. L'Antonio, molt disgustat per l'actitud de la Rosa, decideix marxar de casa.                                                                    |                    |                             |                                                      |                        |                    |                    |
| 47 | «Capítol 47»       | Sílvia Quer                 | Josep Maria Benet i Jornet & Lluís Arcarazo          | 15 de març de 1994     |                    |                    |
| En Balcells es veu obligat a dimitir per culpa de la carta que té l'Andreu, on es diu que rep comissions dels nous pisos. Una revista publica les fotos de la Marta Jardí lleugera de roba. En Xavier s'ha fet la prova de la sida. L'Anna porta roba del seu pare al supermercat i li diu que se'n va uns dies a Planoles amb en Jaume. |                    |                             |                                                      |                        |                    |                    |
| 48 | «Capítol 48»       | Sílvia Quer                 | Josep Maria Benet i Jornet & Lluís Arcarazo          | 16 de març de 1994     |                    |                    |
| La Marta Jardí diu que demanarà una indemnització per les fotos. En Xavier no s'atreveix a anar a buscar el resultat de l'anàlisi de la sida i en Ferran l'acompanya. En Martí i en Miquel estan disposats a comprar-se una moto de segona mà. En Ricard va a sopar a casa de la Rosa i porta un vi molt especial. |                    |                             |                                                      |                        |                    |                    |
| 49 | «Capítol 49»       | Sílvia Quer                 | Josep Maria Benet i Jornet & Lluís Arcarazo          | 17 de març de 1994     |                    |                    |
| La Marta Jardí diu que demanarà una indemnització per les fotos. En Xavier no s'atreveix a anar a buscar el resultat de l'anàlisi de la sida i en Ferran l'acompanya. En Martí i en Miquel estan disposats a comprar-se una moto de segona mà. En Ricard va a sopar a casa de la Rosa i porta un vi molt especial. |                    |                             |                                                      |                        |                    |                    |
| 50 | «Capítol 50»       | Sílvia Quer                 | Josep Maria Benet i Jornet & Lluís Arcarazo          | 18 de març de 1994     |                    |                    |
| La Cristina es posa histèrica perquè li han pintat el cotxe. L'Antonio crida en Martí per preguntar-li si ha estat ell. La Rosa està molt trista i l'Anna li diu que vagi amb compte amb en Ricard. Comuniquen a l'Helena que l'Emília s'ha escapat. Avisen l'Antonio, però l'Emília ja és al supermercat. |                    |                             |                                                      |                        |                    |                    |
| 51 | «Capítol 51»       | Jordi Frades                | Josep Maria Benet i Jornet & Lluís Arcarazo          | 21 de març de 1994     |                    |                    |
| La Rosa truca a la tieta perquè vagi a mirar què ha passat al pub entre l'Antonio i l'Emília. L'Eudald Balcells ha contractat un investigador per saber qui l'ha traït. En Martí s'ha de disculpar amb la Cristina per les pintades del cotxe. En Ricard vol que en Xavier li col·loqui les joies. En Jaume proposa a l'Anna d'anar a viure junts. |                    |                             |                                                      |                        |                    |                    |
| 52 | «Capítol 52»       | Jordi Frades                | Josep Maria Benet i Jornet & Lluís Arcarazo          | 22 de març de 1994     |                    |                    |
| L'Antonio es queda a viure a casa de la tieta. La Rosa demana al Ferran que porti la roba del seu pare a casa de la tieta. La Rosa troba en Ricard fred i distant. L'Helena convoca una reunió per parlar de l'Emília. |                    |                             |                                                      |                        |                    |                    |
| 53 | «Capítol 53»       | Jordi Frades                | Josep Maria Benet i Jornet & Lluís Arcarazo          | 23 de març de 1994     |                    |                    |
| En Xavier informa el Ricard que les joies són valuoses, però no les pot fer córrer. L'Anna decideix anar a viure amb en Jaume. En Quim intenta conquistar la Júlia. En Martí s'escapa a la nit per anar a fer pintades. |                    |                             |                                                      |                        |                    |                    |
| 54 | «Capítol 54»       | Jordi Frades                | Josep Maria Benet i Jornet & Lluís Arcarazo          | 24 de març de 1994     |                    |                    |
| La Rosa i en Martí arriben de la comissaria. En Manel està enfadat perquè la Mercè vol continuar fent publicitat. L'Antonio intenta lligar-se la Mercè. La Rosa vol parlar amb l'Antonio d'en Martí. La Rosa pressiona en Ricard per tornar a estar junts. En Walter amenaça en Ricard per cobrar les joies quan ell les cobri. |                    |                             |                                                      |                        |                    |                    |
| 55 | «Capítol 55»       | Jordi Frades                | Josep Maria Benet i Jornet & Lluís Arcarazo          | 25 de març de 1994     |                    |                    |
| L'Antonio fa els possibles per quedar-se sol al supermercat i poder-se lligar la Mercè. Ella està horroritzada, i finalment hi intervé en Manel. En Martí comença les sessions del psicòleg amb l'Enric. En Walter, borratxo, diu que matarà en Ricard. L'Antonio va a casa de la Rosa pensant que hi trobarà en Ricard, que intenta fugir. |                    |                             |                                                      |                        |                    |                    |
| 56 | «Capítol 56»       | Sílvia Quer                 | Josep Maria Benet i Jornet & Lluís Arcarazo          | 28 de març de 1994     |                    |                    |
| L'Antonio i la Victòria escolten a la ràdio que han trobat el cadàver d'en Ricard. Tot el barri està trasbalsat per aquest fet. La Rosa fa les paus amb la Victòria. La policia interroga diferents persones, entre elles en Xavier, que està molt nerviós. |                    |                             |                                                      |                        |                    |                    |
| 57 | «Capítol 57»       | Sílvia Quer                 | Josep Maria Benet i Jornet & Lluís Arcarazo          | 29 de març de 1994     |                    |                    |
| En Walter és detingut com a sospitós, però les joies no han aparegut. La policia busca el Xavier. L'Helena retreu a l'Enric que encara tingui relacions amb la seva exdona. En Martí segueix anant a la consulta de l'Enric. |                    |                             |                                                      |                        |                    |                    |
| 58 | «Capítol 58»       | Sílvia Quer                 | Josep Maria Benet i Jornet & Lluís Arcarazo          | 30 de març de 1994     |                    |                    |
| En Xavier ha estat detingut com a principal sospitós de la mort d'en Ricard. L'Helena dona un ultimàtum a l'Enric. L'Anna, capficada en la seva novel·la, rep la notícia que han detingut en Xavier. L'Eugeni visita en Xavier a la presó. La Lola torna a visitar la seva germana Emília al sanatori i li porta més records de la seva joventut. La Victòria sorprèn l'Antonio fent l'amor amb una clienta al despatx.                                 |                    |                             |                                                      |                        |                    |                    |
| 59 | «Capítol 59»       | Sílvia Quer                 | Josep Maria Benet i Jornet & Lluís Arcarazo          | 31 de març de 1994     |                    |                    |
| L'Eugeni no troba la possible coartada per ajudar en Xavier i diu que tot està en mans dels advocats. L'Eudald Balcells ha quedat lliure de culpa de l'assumpte dels pisos. L'Anna es baralla amb en Jaume i continua escrivint la novel·la. S'ha descobert que l'Antonio s'entén amb una veïna. |                    |                             |                                                      |                        |                    |                    |
| 60 | «Capítol 60»       | Sílvia Quer                 | Josep Maria Benet i Jornet & Lluís Arcarazo          | 1 d'abril de 1994      |                    |                    |
| En Martí, que se sent malament pel tracte que ha donat últimament a en Xavier, li demana disculpes i li regala una samarreta. L'Emília, que es troba millor, ha visitat l'Helena en companyia de la seva germana Lola. En Manel es desmaia només sentir parlar de presó. En Jaume està empipat amb l'Anna per la tossuderia de seguir escrivint la novel·la.                                                                                            |                    |                             |                                                      |                        |                    |                    |
| 61 | «Capítol 61»       | Enric Banqué                | Josep Maria Benet i Jornet & Lluís Arcarazo          | 4 d'abril de 1994      |                    |                    |
| En Bernat i en Ferran convencen la Rosa per treballar en la nova societat de menjars preparats. En Martí està decebut perquè la Clàudia surt amb un altre noi. L'Anna està desesperada perquè no pot imprimir la seva novel·la. |                    |                             |                                                      |                        |                    |                    |
| 62 | «Capítol 62»       | Enric Banqué                | Josep Maria Benet i Jornet & Lluís Arcarazo          | 5 d'abril de 1994      |                    |                    |
| En Jaume proposa a l'Anna de casar-se, però ella té dubtes. En Jaume confessa que va ser ell qui va entregar els papers inculpant el seu pare. La Rosa demana a l'Antonio que vigili en Martí, que està molt malalt. |                    |                             |                                                      |                        |                    |                    |
| 63 | «Capítol 63»       | Enric Banqué                | Josep Maria Benet i Jornet & Lluís Arcarazo          | 6 d'abril de 1994      |                    |                    |
| En Martí està malalt i en Miquel li explica com s'ha quedat la Clàudia quan ha vist el graffit. La Clàudia està indignada. En Jaume busca la llista dels culpables del seu pare. La Cristina va al supermercat a l'última hora i, juntament amb l'Antonio, són atracats. |                    |                             |                                                      |                        |                    |                    |
| 64 | «Capítol 64»       | Enric Banqué                | Josep Maria Benet i Jornet & Lluís Arcarazo          | 7 d'abril de 1994      |                    |                    |
| En Jaume està desesperat perquè la seva consciència no està neta per l'assumpte del seu pare i alhora proposa a l'Anna de casar-se el mes vinent. La Cristina i l'Antonio han estat tota la nit lligats, però en el fons han passat una nit discreta. L'Helena fa uns dies que està deprimida. L'Andreu confessa a la Victòria que ja té els papers que li va prendre en Ricard. La Victòria es queda preocupada.                                       |                    |                             |                                                      |                        |                    |                    |
| 65 | «Capítol 65»       | Enric Banqué                | Josep Maria Benet i Jornet & Lluís Arcarazo          | 8 d'abril de 1994      |                    |                    |
| L'Andreu confessa que va ser ell qui va matar en Ricard, però d'una manera involuntària. L'Anna explica a l'Helena i la Júlia que l'han convidada a l'entrega de premis literaris. L'Antonio intenta fer les paus amb la Rosa. La Júlia arriba molt mudada i en Ferran es queda bocabadat. |                    |                             |                                                      |                        |                    |                    |
| 66 | «Capítol 66»       | Antoni Janés                | Josep Maria Benet i Jornet & Lluís Arcarazo          | 11 d'abril de 1994     |                    |                    |
| En Ferran proposa a la Júlia treballar al pub. La Victòria vol celebrar l'aniversari d'en Martí malgrat els problemes familiars. L'Anna torna a la universitat. En Manel, cada dia més malalt, confessa el perquè del seu estat. |                    |                             |                                                      |                        |                    |                    |
| 67 | «Capítol 67»       | Antoni Janés                | Josep Maria Benet i Jornet & Lluís Arcarazo          | 12 d'abril de 1994     |                    |                    |
| En Manel explica com va veure la baralla entre el seu tiet i en Ricard. La família Aiguadé celebra, no sense problemes, l'aniversari d'en Martí. La Lola vol emportar-se l'Emília a Gironella. |                    |                             |                                                      |                        |                    |                    |
| 68 | «Capítol 68»       | Jordi Frades & Antoni Janés | Josep Maria Benet i Jornet & Lluís Arcarazo          | 13 d'abril de 1994     |                    |                    |
| L'Helena informa de la mort de l'Emília. En Manel es va recuperant. L'Antonio se sent culpable de la mort de l'Emília. Tothom va a l'enterrament i, a última hora, apareix en Marc, que acaba d'arribar d'Alemanya. |                    |                             |                                                      |                        |                    |                    |
| 69 | «Capítol 69»       | Antoni Janés                | Josep Maria Benet i Jornet & Lluís Arcarazo          | 14 d'abril de 1994     |                    |                    |
| En Marc promet que venjarà la mort de la seva mare. En Xavier ha perdut la feina i està embolicat en negocis bruts. En Ferran comença a festejar amb la Júlia. En Jaume regala un collaret de compromís a l'Anna, però ella no està segura de casar-se. La Júlia va a treballar al pub, però a l'Helena no li agrada gaire que faci aquesta feina. |                    |                             |                                                      |                        |                    |                    |
| 70 | «Capítol 70»       | Antoni Janés                | Josep Maria Benet i Jornet & Lluís Arcarazo          | 15 d'abril de 1994     |                    |                    |
| L'Antonio vol fer una campanya de publicitat per promocionar el supermercat i proposa fer l'anunci a la Mercè. L'Helena cada dia es troba pitjor i deixa d'anar a l'escola. En Ferran i la Júlia estan molt enamorats i la Kati n'està gelosa. |                    |                             |                                                      |                        |                    |                    |
| 71 | «Capítol 71»       | Jordi Frades                | Josep Maria Benet i Jornet & Lluís Arcarazo          | 18 d'abril de 1994     |                    |                    |
| La Victòria té una gran sorpresa quan veu que l'Andreu ha sortit de la presó. En Marc comença a preparar el nou negoci i la venjança de l'Antonio. L'Antonio té problemes amb Hisenda. En Jaume i l'Anna continuen tenint problemes. |                    |                             |                                                      |                        |                    |                    |
| 72 | «Capítol 72»       | Jordi Frades                | Josep Maria Benet i Jornet & Lluís Arcarazo          | 19 d'abril de 1994     |                    |                    |
| L'Anna es troba de nou amb la Mònica i anirà a visitar el Marc perquè deixi tranquil el seu pare. La Mònica (ara Esther) explica al Marc què ha estat de la seva vida des de la seva desaparició. En Ferran es troba intranquil per aquesta trobada. |                    |                             |                                                      |                        |                    |                    |
| 73 | «Capítol 73»       | Jordi Frades                | Josep Maria Benet i Jornet & Lluís Arcarazo          | 20 d'abril de 1994     |                    |                    |
| L'Antonio comença a tenir problemes al supermercat. La Victòria veu un pis per a la Mercè i en Manel. L'Esther i el Marc comencen a preparar la venjança contra la família Aiguadé. En Quim està gelós d'en Ferran perquè acompanya la Júlia cada dia. L'Anna ha perdut el collaret. |                    |                             |                                                      |                        |                    |                    |
| 74 | «Capítol 74»       | Jordi Frades                | Josep Maria Benet i Jornet & Lluís Arcarazo          | 21 d'abril de 1994     |                    |                    |
| L'Anna busca el collaret i parla amb el Marc. L'Antonio està molt empipat pels plats preparats de la Rosa que venen al barri nou. La Clàudia surt a pintar amb la colla d'en Martí, però es troba amb problemes greus. En Ferran i la Júlia van a casa d'ell. |                    |                             |                                                      |                        |                    |                    |
| 75 | «Capítol 75»       | Jordi Frades                | Josep Maria Benet i Jornet & Lluís Arcarazo          | 22 d'abril de 1994     |                    |                    |
| En Martí té problemes amb la seva mare i amb els pares de la Clàudia per la pallissa que li han donat. En Manel demana un augment de sou, però l'Antonio està decebut perquè el supermercat s'ha enfonsat. L'Helena se sent sola i intenta tenir una aventura amb en Joan Grau. |                    |                             |                                                      |                        |                    |                    |
| 76 | «Capítol 76»       | Enric Banqué                | Josep Maria Benet i Jornet & Lluís Arcarazo          | 25 d'abril de 1994     |                    |                    |
| L'Antonio està amoïnat perquè el supermercat no funciona. En Ferran i la tieta Victòria el volen ajudar. En Martí vol anar a casa de la Clàudia per saber si l'han violada. En Jaume explica al seu pare que va ser ell qui el va trair. L'Anna està confosa per la proposta de casament. |                    |                             |                                                      |                        |                    |                    |
| 77 | «Capítol 77»       | Enric Banqué                | Josep Maria Benet i Jornet & Lluís Arcarazo          | 26 d'abril de 1994     |                    |                    |
| La Victòria vol ajudar l'Antonio amb la hipoteca, però ell demana ajuda a la Cristina. La Kati ha perdut el paper que feia a l'obra de teatre. En Manel ha demanat feina al Marc i la Mercè farà les feines de la casa de l'Helena. En Xavier porta la Charo a casa de la Rosa. |                    |                             |                                                      |                        |                    |                    |
| 78 | «Capítol 78»       | Enric Banqué                | Josep Maria Benet i Jornet & Lluís Arcarazo          | 27 d'abril de 1994     |                    |                    |
| En Xavier demana a la Rosa que amagui la Charo uns dies, però ella no ho veu del tot clar perquè la noia porta una pistola. En Marc i l'Esther han fet l'amor i ell aprofita per agafar-li el collaret. En Martí agafa la moto per anar a trobar els que han fet mal a la Clàudia. |                    |                             |                                                      |                        |                    |                    |
| 79 | «Capítol 79»       | Enric Banqué                | Josep Maria Benet i Jornet & Lluís Arcarazo          | 28 d'abril de 1994     |                    |                    |
| La Rosa demana a en Xavier que li expliqui qui és la Charo. La Cristina dona diners a l'Antonio per ajudar-lo. En Grau continua perseguint l'Helena. En Jaume se sent culpable de la crisi dels seus pares. L'Esther es presenta a casa d'en Jaume i l'Anna amb el collaret posat. L'Helena rep una trucada del Dr. Boix. |                    |                             |                                                      |                        |                    |                    |
| 80 | «Capítol 80»       | Enric Banqué                | Josep Maria Benet i Jornet & Lluís Arcarazo          | 29 d'abril de 1994     |                    |                    |
| La Rosa no troba en Bernat. En Xavier l'ajuda i li diu que tindrà el negoci molt embolicat si no el troba. La Júlia explica a l'Anna que surt amb en Ferran. L'Helena s'ha de fer una altrà biòpsia. En Marc demana el collaret a l'Esther i l'Anna el demana a en Marc. |                    |                             |                                                      |                        |                    |                    |
| 81 | «Capítol 81»       | Sílvia Quer                 | Josep Maria Benet i Jornet & Lluís Arcarazo          | 2 de maig de 1994      |                    |                    |
| En Xavier explica a la Rosa que en Bernat l'ha enganyada. La Rosa no vol vendre la seva part del supermercat a ningú que no sigui l'Antonio. En Jaume troba l'Anna molt rara. La Cristina i l'Eudald es tornen a barallar per culpa d'un monument. En Xavier no es fia de la Charo. |                    |                             |                                                      |                        |                    |                    |
| 82 | «Capítol 82»       | Sílvia Quer                 | Josep Maria Benet i Jornet & Lluís Arcarazo          | 3 de maig de 1994      |                    |                    |
| La Clàudia visita el Martí i li agraeix la seva ajuda. La Rosa explica al Xavier que la Charo no hi és. La Marta Jardí visita la Mercè perquè n'està gelosa. La Victòria i l'Andreu demanen ajuda a l'Anna per fer un reportatge al diari del monument. L'Anna demana el collaret a l'Esther. |                    |                             |                                                      |                        |                    |                    |
| 83 | «Capítol 83»       | Sílvia Quer                 | Josep Maria Benet i Jornet & Lluís Arcarazo          | 4 de maig de 1994      |                    |                    |
| En Xavier busca la Charo perquè el seu marit aviat sortirà de la presó. Els veïns del barri es reuneixen amb en Balcells pel tema del monument. En Martí vol ajudar en la ubicació d'aquest monument. La Cristina no pot ajudar l'Antonio. L'Esther complica la relació entre en Ferran i la Júlia. |                    |                             |                                                      |                        |                    |                    |
| 84 | «Capítol 84»       | Sílvia Quer                 | Josep Maria Benet i Jornet & Lluís Arcarazo          | 5 de maig de 1994      |                    |                    |
| L'Antonio no pot comprar la part del supermercat. En Manel comença amb la nova feina de vendre assegurances. En Martí i en Miquel han pres el cap del monument. L'Helena se'n va de viatge amb en Joan Grau. En Xavier ha salvat "in extremis" la Charo. |                    |                             |                                                      |                        |                    |                    |
| 85 | «Capítol 85»       | Sílvia Quer                 | Josep Maria Benet i Jornet & Lluís Arcarazo          | 6 de maig de 1994      |                    |                    |
| L'Abel, el marit de la Charo, ja ha sortit de la presó. La Victòria i en Balcells parlen de la ubicació del monument. La Marta Jardí es pensa que el seu marit ha anat de vacances amb la Mercè. L'Anna i la Júlia parlen d'en Ferran i de la biòpsia de l'Helena. L'Anna no es troba bé. |                    |                             |                                                      |                        |                    |                    |
| 86 | «Capítol 86»       | Jordi Frades                | Josep Maria Benet i Jornet & Lluís Arcarazo          | 9 de maig de 1994      |                    |                    |
| L'Anna vol comprovar si realment està embarassada. La Charo explica tota la veritat al Xavier. La Júlia ha descobert la malaltia de la seva mare. El supermercat comença a rebre gènere nou gràcies al nou soci. |                    |                             |                                                      |                        |                    |                    |
| 87 | «Capítol 87»       | Jordi Frades                | Josep Maria Benet i Jornet & Lluís Arcarazo          | 10 de maig de 1994     |                    |                    |
| L'Anna està embarassada. La Rosa troba les notes de l'escola del Martí. En Marc diu a l'Antonio que porti els comptes del supermercat correctament i li demana els diners de la compra del material. En Ferran i la Rosa es queden molt parats quan s'assabenten que el nou soci del supermercat és el Marc. L'Abel, el marit de la Charo, apareix a casa de la Rosa.                                                                                   |                    |                             |                                                      |                        |                    |                    |
| 88 | «Capítol 88»       | Jordi Frades                | Josep Maria Benet i Jornet & Lluís Arcarazo          | 11 de maig de 1994     |                    |                    |
| En Xavier se sent enganyat per l'Abel. L'Ester regala una moto al Ferran. L'Anna vol explicar-li al Jaume que està embarassada. La Marta Jardí fa fora de casa el seu marit. L'Helena està desfeta perquè l'han d'operar. L'Eugeni està molt enfadat perquè en Xavier segueix amb la Charo. |                    |                             |                                                      |                        |                    |                    |
| 89 | «Capítol 89»       | Jordi Frades & Enric Banqué | Josep Maria Benet i Jornet & Lluís Arcarazo          | 12 de maig de 1994     |                    |                    |
| En Xavier demana ajuda al Ferran per amagar la Charo. En Manel no acaba de tenir sort amb la nova feina. La Marta Jardí diu a l'Helena que farà córrer las eva relñació amb en Joan Grau. En Martí ha guanyat un concurs a l'escola. La Cristina vol que el seu marit faci les paus amb en Juame. |                    |                             |                                                      |                        |                    |                    |
| 90 | «Capítol 90»       | Jordi Frades                | Josep Maria Benet i Jornet & Lluís Arcarazo          | 13 de maig de 1994     |                    |                    |
| L'Eudald Balcells ha pactat amb els veïns la ubicació del monument. En Martí s'assabenta que el dibuix amb el qual ha guanyat el concurs és el que li va regalar a la Clàudia. La Rosa ja sap que la seva filla està embarassada. En Marc reclama a l'Antonio el deute que té del supermercat. L'Esther reté el Jaume a casa seva. L'Anna està desesperada perquè el Jaume no torna a casa.                                                             |                    |                             |                                                      |                        |                    |                    |
| 91 | «Capítol 91»       | Enric Banqué                | Josep Maria Benet i Jornet & Lluís Arcarazo          | 16 de maig de 1994     |                    |                    |
| En Marc pressiona l'Antonio, vol que li vengui l'1% del supermercat. En Jaume marxa de casa de l'Esther, però entre ells no hi ha hagut res. En Ferran retreu tot el que fa a la seva família. |                    |                             |                                                      |                        |                    |                    |
| 92 | «Capítol 92»       | Enric Banqué                | Josep Maria Benet i Jornet & Lluís Arcarazo          | 17 de maig de 1994     |                    |                    |
| L'Esther es vol venjar d'en Ferran. L'Helena no vol veure ningú perquè està desfeta només de pensar que l'han d'operar. En Xavier ja té els bitllets per a la Charo quan apareix l'Abel. |                    |                             |                                                      |                        |                    |                    |
| 93 | «Capítol 93»       | Enric Banqué                | Josep Maria Benet i Jornet & Lluís Arcarazo          | 18 de maig de 1994     |                    |                    |
| Ha tancat el pub d'en Ferran per culpa de l'Esther. En Martí està content perquè els exàmens li han anat molt bé. La Mercè amaga el viatge al Manel. |                    |                             |                                                      |                        |                    |                    |
| 94 | «Capítol 94»       | Enric Banqué                | Josep Maria Benet i Jornet & Lluís Arcarazo          | 19 de maig de 1994     |                    |                    |
| En Manel és el nou encarregat del supermercat. L'Antonio està empipat per tot el que li passa. La Cristina invita l'Antonio. En Ferran està desfet pel tancament del pub. |                    |                             |                                                      |                        |                    |                    |
| 95 | «Capítol 95»       | Enric Banqué                | Josep Maria Benet i Jornet & Lluís Arcarazo          | 20 de maig de 1994     |                    |                    |
| L'Esther diu al Ferran com pot tornar a obrir el pub. En Jaume s'assabenta que l'Anna està embarassada. L'Antonio és humiliat pel Marc i en Manel al supermercat. L'Esther demana a la Júlia que vagi a veure-la. |                    |                             |                                                      |                        |                    |                    |
| 96 | «Capítol 96»       | Sílvia Quer                 | Josep Maria Benet i Jornet & Lluís Arcarazo          | 23 de maig de 1994     |                    |                    |
| La Júlia explica a l'Anna que ha trobat l'Esther i el Ferran junts. L'Antonio continua molt preocupat. L'Anna i el Jaume decideixen casar-se el mes vinent. El Daniel, el metge de l'Helena, torna a veure-la. |                    |                             |                                                      |                        |                    |                    |
| 97 | «Capítol 97»       | Sílvia Quer                 | Josep Maria Benet i Jornet & Lluís Arcarazo          | 24 de maig de 1994     |                    |                    |
| La Júlia i el doctor Boix tenen una conversa sobre la malaltia de l'Helena. En Jaume i l'Anna comuniquen a la Cristina i a l'Antonio que esperen un fill. El Martí s'ha apuntat al curset de sexualitat del barri. El Marc agafa el llibre de comptes del supermercat i en boicoteja les xifres. |                    |                             |                                                      |                        |                    |                    |
| 98 | «Capítol 98»       | Sílvia Quer                 | Josep Maria Benet i Jornet & Lluís Arcarazo          | 25 de maig de 1994     |                    |                    |
| La Júlia va a veure l'Esther i li diu que ella no vol tornar a veure el Ferran. El Manel veu a la televisió l'anunci que ha fet la Mercè. El Marc acusa l'Antonio d'embutxacar-se 500.000 pessetes. |                    |                             |                                                      |                        |                    |                    |
| 99 | «Capítol 99»       | Sílvia Quer                 | Josep Maria Benet i Jornet & Lluís Arcarazo          | 26 de maig de 1994     |                    |                    |
| En Manel es baralla amb la Mercè per culpa de l'anunci. En Balcells diu que no pensa anar al casament del seu fill. L'Antonio està a punt de fer un disbarat amb el supermercat. En Marc està de molt mal humor pel casament de l'Anna. |                    |                             |                                                      |                        |                    |                    |
| 100 | «Capítol 100»      | Sílvia Quer                 | Josep Maria Benet i Jornet & Lluís Arcarazo          | 27 de maig de 1994     |                    |                    |
| L'Antonio està molt deprimit després de la venda del supermercat. La Clàudia diu al Martí que els seus pares no volen que surti amb ell. El Dr. Boix visita l'Helena d'una manera continuada. L'Helena torna a casa. |                    |                             |                                                      |                        |                    |                    |
| 101 | «Capítol 101»      | Sònia Sánchez               | Josep Maria Benet i Jornet & Lluís Arcarazo          | 30 de maig de 1994     |                    |                    |
| En Marc descobreix una fotografia d'una persona que s'assembla a ell. En Jaume està cada dia més content per l'embaràs de l'Anna. La Rosa prepara el casament. L'Esther explica al Marc que l'Anna es casa demà passat. |                    |                             |                                                      |                        |                    |                    |
| 102 | «Capítol 102»      | Sònia Sánchez               | Josep Maria Benet i Jornet & Lluís Arcarazo          | 31 de maig de 1994     |                    |                    |
| En Marc dubta de si l'Anna és germana seva, i mira de comprovar els grups sanguinis. L'Andreu diu al Manel que faci cas a la Mercè, que sembla molt seriosa. La Júlia i l'Anna es troben amb amigues per fer el comiat de soltera. |                    |                             |                                                      |                        |                    |                    |
| 103 | «Capítol 103»      | Sònia Sánchez               | Josep Maria Benet i Jornet & Lluís Arcarazo          | 1 de juny de 1994      |                    |                    |
| En Marc demana a la Rosa unes anàlisis de l'Antonio. En Balcells accedeix a anar al casament. En Martí, fent de padrí, recita un vers a l'Anna. L'Antonio triga a anar a buscar l'Anna. En Ferran aprofita el casament per fer les paus amb la Júlia. |                    |                             |                                                      |                        |                    |                    |
| 104 | «Capítol 104»      | Sònia Sánchez               | Josep Maria Benet i Jornet & Lluís Arcarazo          | 2 de juny de 1994      |                    |                    |
| És el dia del casament, en Marc va a casa de l'Anna i li diu a ella i a l'Antonio que no són germans. En Jaume està impacient perquè l'Anna no arriba. |                    |                             |                                                      |                        |                    |                    |
| 105 | «Capítol 105»      | Sònia Sánchez               | Josep Maria Benet i Jornet & Lluís Arcarazo          | 3 de juny de 1994      |                    |                    |
| En David explica al Marc que l'Anna no s'ha casat. En Jaume decideix marxar a Nova York. En Marc vol refer la mala actuació que ha tingut. L'Anna vol tenir el fill i viure sola. El Dr. Boix continua sortint amb l'Helena. |                    |                             |                                                      |                        |                    |                    |
| 106 | «Capítol 106»      | Jordi Frades                | Josep Maria Benet i Jornet & Lluís Arcarazo          | 6 de juny de 1994      |                    |                    |
| L'Anna rebutja el Marc, el qual busca la col·laboració de la Júlia per apropar-se a l'Anna. En Miquel no juga net amb el Martí i la Clàudia. En Quim ajuda la Júlia a fer les enquestes i el Ferran n'està gelós. |                    |                             |                                                      |                        |                    |                    |
| 107 | «Capítol 107»      | Jordi Frades                | Josep Maria Benet i Jornet & Lluís Arcarazo          | 7 de juny de 1994      |                    |                    |
| El Marc i l'Anna han fet l'amor. La Rosa no li perdona el que li ha fet al Jaume. En Miquel, que està enamorat de la Clàudia, no li entrega el vers que li ha fet el Martí. El Manel està preocupat pel seu lloc de treball. El doctor Boix visita molt sovint l'Helena. |                    |                             |                                                      |                        |                    |                    |
| 108 | «Capítol 108»      | Jordi Frades                | Josep Maria Benet i Jornet & Lluís Arcarazo          | 8 de juny de 1994      |                    |                    |
| L'Anna i el Marc es presenten junts al supermercat. El Marc vol tornar el súper a l'Antonio. El Manel està espantat per si torna l'Antonio. L'Andreu està preocupat pel judici. L'Eugeni vol explicar al seu fill que és homosexual. |                    |                             |                                                      |                        |                    |                    |
| 109 | «Capítol 109»      | Jordi Frades                | Josep Maria Benet i Jornet & Lluís Arcarazo          | 9 de juny de 1994      |                    |                    |
| La Mercè, avorrida, torna a treballar al supermercat. El Martí i la Clàudia s'assabenten de la traïció del Miquel. L'Antonio desapareix durant un temps perquè vol estar sol. Al Ferran l'apallissen uns mafiosos. |                    |                             |                                                      |                        |                    |                    |
| 110 | «Capítol 110»      | Jordi Frades                | Josep Maria Benet i Jornet & Lluís Arcarazo          | 10 de juny de 1994     |                    |                    |
| L'Andreu i la Victòria aprofiten els dies previs al judici. Els mafiosos parlen amb l'Esther perquè convenci el Ferran que ha de pagar. El Ferran vol fer les paus amb l'Anna però el venen a buscar, perquè algú de la família ha tingut un accident. |                    |                             |                                                      |                        |                    |                    |
| 111 | «Capítol 111»      | Enric Banqué                | Josep Maria Benet i Jornet & Lluís Arcarazo          | 13 de juny de 1994     |                    |                    |
| Expliquen a la Rosa que el que realment li ha passat al Ferran és que li han clavat una pallissa. L'Helena truca al Dr. Boix perquè ajudi la família Aiguadé. En Xavier culpa l'Esther. L'Andreu demana a la Victòria de passar tota la nit passejant pel barri. L'endemà hi ha el judici. |                    |                             |                                                      |                        |                    |                    |
| 112 | «Capítol 112»      | Enric Banqué                | Josep Maria Benet i Jornet & Lluís Arcarazo          | 14 de juny de 1994     |                    |                    |
| En Ferran té els ronyons desfets i no tenen més informació de l'hospital. La Rosa no sap on trobar l'Antonio. L'Esther demostra que no hi ha tingut res a veure. La Miralles diu a l'Andreu que hi ha moltes contradiccions amb el fiscal i que poden tenir problemes. La Victòria s'assabenta que en Ferran és a l'UVI. |                    |                             |                                                      |                        |                    |                    |
| 113 | «Capítol»          | Enric Banqué                | Josep Maria Benet i Jornet & Lluís Arcarazo          | 15 de juny de 1994     |                    |                    |
| En Ferran evoluciona favorablement i el treuen de l'UVI, però encara s'ha d'esperar. En Xavier diu a la Rosa que el millor per trobar l'Antonio és publicar un anunci al diari. Se celebra el judici de l'Andreu i el fiscal explica la versió dels fets. L'Helena està millor després dels resultats de les últimes anàlisis. |                    |                             |                                                      |                        |                    |                    |
| 114 | «Capítol 114»      | Enric Banqué                | Josep Maria Benet i Jornet & Lluís Arcarazo          | 16 de juny de 1994     |                    |                    |
| En Ferran empitjora i la família espera neguitosa alguna notícia. L'Antonio no apareix. La Victòria reconeix davant el jutge que va tenir una relació amb l'Andreu i això fa que empitjori la seva situació. |                    |                             |                                                      |                        |                    |                    |
| 115 | «Capítol 115»      | Enric Banqué                | Josep Maria Benet i Jornet & Lluís Arcarazo          | 17 de juny de 1994     |                    |                    |
| En Ferran necessita un trasplantament de ronyó amb urgència. Tothom vol donar el seu però hi ha problemes. Han publicat un anunci als diaris per trobar l'Antonio. L'Andreu fa una declaració d'amor a la Victòria davant del jutge i dels assistents i això servirà per complicar encara més la seva innocència. |                    |                             |                                                      |                        |                    |                    |
| 116 | «Capítol 116»      | Sílvia Quer                 | Josep Maria Benet i Jornet & Lluís Arcarazo          | 20 de juny de 1994     |                    |                    |
| L'Antonio vol donar el seu ronyó al Ferran i li fan les anàlisis pertinents. L'advocada Miralles s'enfada amb l'Andreu per la declaració d'amor que ha fet a la Victòria. La Clàudia intenta animar el Martí, que està molt preocupat pel seu germà. |                    |                             |                                                      |                        |                    |                    |
| 117 | «Capítol 117»      | Sílvia Quer                 | Josep Maria Benet i Jornet & Lluís Arcarazo          | 21 de juny de 1994     |                    |                    |
| L'Antonio donarà el ronyó al seu fill i demana a la Rosa per parlar d'ells dos després de l'operació. La declaració del Manel complica encara més el judici de l'Andreu. El Miquel vol fer les paus amb en Martí. |                    |                             |                                                      |                        |                    |                    |
| 118 | «Capítol 118»      | Sílvia Quer                 | Josep Maria Benet i Jornet & Lluís Arcarazo          | 22 de juny de 1994     |                    |                    |
| L'Antonio es desperta. El trasplantament ha anat bé, però el Ferran encara no s'ha despertat. El Martí juga amb la Clàudia i el Xavier, mentre espera notícies de l'operació. |                    |                             |                                                      |                        |                    |                    |
| 119 | «Capítol 119»      | Sílvia Quer                 | Josep Maria Benet i Jornet & Lluís Arcarazo          | 23 de juny de 1994     |                    |                    |
| L'Antonio ses recupera de l'operació, però la Rosa li amaga la situació del Ferran. L'Anna s'enfada amb el Marc perquè se'n va a Alemanya en un moment molt delicat per a la seva família. El Manel i la Victòria no confien en la Miralles per la manera de parlar que té en el judici. |                    |                             |                                                      |                        |                    |                    |
| 120 | «Capítol 120»      | Sílvia Quer                 | Josep Maria Benet i Jornet & Lluís Arcarazo          | 24 de juny de 1994     |                    |                    |
| Finalment, l'Antonio coneix l'estat en què es troba el Ferran. El doctor Boix es declara a l'Helena. L'advocada Miralles, més optimista, creu tenir proves de la innocència de l'Andreu. |                    |                             |                                                      |                        |                    |                    |
| 121 | «Capítol 121»      | Sílvia Quer & Jordi Frades  | Josep Maria Benet i Jornet & Lluís Arcarazo          | 26 de juny de 1994     |                    |                    |
| L'Antonio està nerviós perquè no hi ha canvis en l'evolució del Ferran. El Manel i la Mercè expliquen a l'Andreu i l'Helena que la Mercè està embarassada. L'Anna es disposa a viure a casa del Marc. La Júlia intenta motivar el Ferran amb una conversa, però… |                    |                             |                                                      |                        |                    |                    |
| 122 | «Capítol 122»      | Enric Banqué                | Josep Maria Benet i Jornet & Joan Marimón            | 19 de setembre de 1994 |                    |                    |
| La Júlia s'adona que el Ferran ha obert els ulls. Els metges aconsellen l'Antonio i la Rosa que li continuïn parlant. Avisen de comissaria la tieta Victòria que ja pot anar a recollir les joies dels seus pares. L'Andreu i la tieta Victòria decideixen casar-se immediatament. L'Anna visita el Ferran i li porta el titella que li volia regalar abans de l'accident.                                                                              |                    |                             |                                                      |                        |                    |                    |
| 123 | «Capítol 123»      | Enric Banqué                | Josep Maria Benet i Jornet & Joan Marimón            | 20 de setembre de 1994 |                    |                    |
| Quan l'Anna ensenya el titella al Ferran, ell comença a parlar. L'Andreu se sent obligat a dir a la Mercè que es casarà amb la Victòria en secret. El Martí troba molt estrany el Miquel. L'Helena explica a la Victòria que ella i el doctor Boix també es casaran. |                    |                             |                                                      |                        |                    |                    |
| 124 | «Capítol 124»      | Enric Banqué                | Josep Maria Benet i Jornet & Joan Marimón            | 21 de setembre de 1994 |                    |                    |
| El Ferran, que es va recuperant, no vol veure l'Esther perquè diu que ell qui s'estima és la Júlia. L'Anna encara no s'ha acabat d'instal·lar a casa del Marc. El Manel i la Mercè conviden a sopar la Victòria i l'Andreu, que l'endemà es casaran en secret, però tindran una sorpresa. |                    |                             |                                                      |                        |                    |                    |
| 125 | «Capítol 125»      | Enric Banqué                | Josep Maria Benet i Jornet & Joan Marimón            | 22 de setembre de 1994 |                    |                    |
| L'Andreu i la Victòria celebren, finalment, amb tota la família, el seu casament. L'Helena explica a la Júlia que es casarà amb el doctor Boix. La Júlia comença a treballar en un projecte de la universitat. El Ferran vol veure l'Esther per disculpar-se. La Rosa desperta l'Antonio del seu descans i s'acaronen mútuament. |                    |                             |                                                      |                        |                    |                    |
| 126 | «Capítol 126»      | Enric Banqué                | Josep Maria Benet i Jornet & Joan Marimón            | 23 de setembre de 1994 |                    |                    |
| El Ferran és donat d'alta. El Bernat ha tornat i va a visitar la Rosa. El Martí i la Clàudia decideixen fer un còmic per parelles. La Victòria i l'Andreu somien amb regals i viatges i l'Esther visita, de nou, el Ferran. |                    |                             |                                                      |                        |                    |                    |
| 127 | «Capítol 127»      | Sílvia Quer                 | Josep Maria Benet i Jornet & Joan Marimón            | 26 de setembre de 1994 |                    |                    |
| El Ferran és rebut amb una gran celebració a casa de la Rosa. El Xavier fa la maleta per tornar a viure amb l'Eugeni. L'Antonio diu a la Mercè que aviat tornarà al súper i que potser no la necessitarà. L'Anna informa la tieta de la procedència de les seves joies. |                    |                             |                                                      |                        |                    |                    |
| 128 | «Capítol 128»      | Sílvia Quer                 | Josep Maria Benet i Jornet & Joan Marimón            | 27 de setembre de 1994 |                    |                    |
| La Victòria decideix que les joies serviran per ajudar el barri i ho fa saber en el dinar de benvinguda del Ferran. El Ferran no acaba d'assumir el fet d'haver d'anar en cadira de rodes. La Júlia accepta el treball que li ofereix el Guillem Pons. |                    |                             |                                                      |                        |                    |                    |
| 129 | «Capítol 129»      | Sílvia Quer                 | Josep Maria Benet i Jornet & Joan Marimón            | 28 de setembre de 1994 |                    |                    |
| El Martí deixa sol una estona el Ferran i aquest organitza un terrabastall a la cuina. La Rosa demana ajuda a l'Antonio. El Martí troba molt esquerp el Miquel. La Júlia deixa de treballar al pub. |                    |                             |                                                      |                        |                    |                    |
| 130 | «Capítol 130»      | Sílvia Quer                 | Josep Maria Benet i Jornet & Joan Marimón            | 29 de setembre de 1994 |                    |                    |
| L'Antonio accepta dormir a l'habitació dels convidats. Avui se celebra al pub el casament de la Victòria i l'Andreu. El Ferran no hi vol anar i fa fora la Júlia de mala manera. L'Helena confessa que aviat es casarà. L'Antonio i la Rosa són junts a casa i semblen reconciliats. |                    |                             |                                                      |                        |                    |                    |
| 131 | «Capítol 131»      | Sílvia Quer                 | Josep Maria Benet i Jornet & Joan Marimón            | 30 de setembre de 1994 |                    |                    |
| La Charo intenta enganyar el Xavier i li diu que té feina i casa. La Mercè i el Manel, finalment, troben un llogater. El doctor Boix regala un anell a l'Helena abans del casament. El Ferran explica per què ha fet fora la Júlia. Un cop casats, l'Helena i el Boix tenen una sorpresa. |                    |                             |                                                      |                        |                    |                    |
| 132 | «Capítol 132»      | Jordi Frades                | Josep Maria Benet i Jornet & Lluís Arcarazo          | 3 d'octubre de 1994    |                    |                    |
| La Misericòrdia, la mare del doctor Boix, està dolguda perquè no l'han informada del casament del seu fill. L'Antonio demana ajuda a la Cristina per fer un regal a la Rosa. El Xavier i el Quim pensen que la Charo podria treballar al pub. La Rosa acompanya l'Anna al metge. El Martí rep una trucada desesperada de la Clàudia. |                    |                             |                                                      |                        |                    |                    |
| 133 | «Capítol 133»      | Jordi Frades                | Josep Maria Benet i Jornet & Joan Marimón            | 4 d'octubre de 1994    |                    |                    |
| El Martí rumia com ajudar la Clàudia a fugir dels seus pares. L'Antonio està content pel valor que han dit que tenen les joies de la Victòria. La Misericòrdia intenta fer les paus amb l'Helena, però resulta massa amable. El Ferran rep la visita del Mateu. El Bernat torna d'Amposta, i amb la Rosa tornaran a fer funcionar "El racó de casa". |                    |                             |                                                      |                        |                    |                    |
| 134 | «Capítol 134»      | Jordi Frades                | Josep Maria Benet i Jornet & Joan Marimón            | 5 d'octubre de 1994    |                    |                    |
| El Jaume ha tornat provisionalment i el seu pare li comenta que no li van gaire bé els negocis. L'Helena està convençuda, gràcies al doctor Boix, d'acceptar el lloc de directora de l'institut. El Martí demana diners al Xavier per ajudar la Clàudia. La Kati visita el Ferran, que segueix amargat. |                    |                             |                                                      |                        |                    |                    |
| 135 | «Capítol 135»      | Jordi Frades                | Josep Maria Benet i Jornet & Joan Marimón            | 6 d'octubre de 1994    |                    |                    |
| El Ferran, fent un gran esforç, s'aixeca tot sol. La Mercè comença a tenir problemes de convivència amb la Charo. La Júlia torna amb el Ferran quan sap que es recupera. L'Anna rep una trucada del Jaume. L'Eugeni té problemes amb el seu fill. La Rosa rep una trucada de l'institut referenta la Clàudia. |                    |                             |                                                      |                        |                    |                    |
| 136 | «Capítol 136»      | Jordi Frades                | Josep Maria Benet i Jornet & Joan Marimón            | 7 d'octubre de 1994    |                    |                    |
| La Rosa intenta convèncer l'Anna que trobarà a faltar el Jaume. El Martí està molt estrany, recull roba seva i va al súper a carregar menjar. El Xavier desconfia del Martí i dels diners que li ha deixat. La Júlia explica al Ferran coses del seu nou treball. El Ferran va millorant. |                    |                             |                                                      |                        |                    |                    |
| 137 | «Capítol 137»      | Enric Banqué                | Josep Maria Benet i Jornet & Joan Marimón            | 10 d'octubre de 1994   |                    |                    |
| Es descobreix que el Martí ha recollit roba i menjar per fugir amb la Clàudia. La Mercè està gelosa de la Charo. El Jaume ha tornat per uns dies de Nova York i truca a l'Anna. |                    |                             |                                                      |                        |                    |                    |
| 138 | «Capítol 138»      | Enric Banqué                | Josep Maria Benet i Jornet & Joan Marimón            | 11 d'octubre de 1994   |                    |                    |
| L'Helena suggereix a la Rosa de donar al Ferran i a la Júlia una mica d'intimitat. El Miquel vol ajudar en Martí a trobar la Clàudia. En Martí està preparat per fugir, però en Xavier el descobreix. L'Anna cada dia se sent més sola. |                    |                             |                                                      |                        |                    |                    |
| 139 | «Capítol 139»      | Enric Banqué                | Josep Maria Benet i Jornet & Joan Marimón            | 12 d'octubre de 1994   |                    |                    |
| El Xavier convenç la Clàudia i el Martí que fugir no porta enlloc. El Martí és esbroncat per la Rosa i a l'escola. Parlaran amb els pares de la Clàudia. La Charo intenta quedar bé amb el Manel i la Mercè, però encara és pitjor. El Ferran parla amb el Quim dels canvis que vol fer al pub. L'Anna es desperta a la nit amb dolors de part. |                    |                             |                                                      |                        |                    |                    |
| 140 | «Capítol 140»      | Enric Banqué                | Josep Maria Benet i Jornet & Joan Marimón            | 13 d'octubre de 1994   |                    |                    |
| L'Anna i el Marc arriben de l'hospital: ha estat una falsa alarma. El Martí té por d'anar a l'escola per la fugida que preparava amb la Clàudia. La Clàudia el va a visitar. El Ferran està molt més recuperat i vol anar a viure sol. L'Antonio entén que ha arribat l'hora de tornar a marxar de casa. |                    |                             |                                                      |                        |                    |                    |
| 141 | «Capítol 141»      | Enric Banqué                | Josep Maria Benet i Jornet & Joan Marimón            | 14 d'octubre de 1994   |                    |                    |
| La Charo marxa de casa el Manel i la Mercè. El Manel intenta arreglar-ho. La Rosa fa que el Martí i la Clàudia netegin el pis de la Victòria abans que arribi de viatge. La Rosa explica a tothom que torna a viure amb l'Antonio. |                    |                             |                                                      |                        |                    |                    |
| 142 | «Capítol 142»      | Sílvia Quer                 | Josep Maria Benet i Jornet & Joan Marimón            | 17 d'octubre de 1994   |                    |                    |
| El Xavier no està convençut de seguir treballant amb la Rosa. La Charo torna a casa de la Mercè per fer les paus. La Victòria, que ja ha arribat, comenta que es vol treure el carnet de conduir. L'Helena parla amb el Martí dels estudis de batxillerat artístic. |                    |                             |                                                      |                        |                    |                    |
| 143 | «Capítol 143»      | Sílvia Quer                 | Josep Maria Benet i Jornet & Joan Marimón            | 18 d'octubre de 1994   |                    |                    |
| La Charo torna a viure amb el Manel i la Mercè, però segueixen tenint problemes. El Martí insisteix a fer el Batxillerat artístic. El Ferran prepara la festa del pub, que es presenta "sonada", però a causa d'un problema amb la Júlia es converteix en un conflicte. |                    |                             |                                                      |                        |                    |                    |
| 144 | «Capítol 144»      | Sílvia Quer                 | Josep Maria Benet i Jornet & Joan Marimón            | 19 d'octubre de 1994   |                    |                    |
| El Xavier ha deixat la feina del càtering. La Charo continua tenint problemes i buscant feina. L'Anna aconsella la Júlia que vagi amb compte amb el Ferran. L'Anna es troba malament. |                    |                             |                                                      |                        |                    |                    |
| 145 | «Capítol 145»      | Sílvia Quer                 | Josep Maria Benet i Jornet & Joan Marimón            | 20 d'octubre de 1994   |                    |                    |
| L'Anna ha de córrer cap a la clínica. La Rosa truca al Marc, que és a Madrid. A l'Anna se li presenten problemes prepart i tota la família està amoïnada. |                    |                             |                                                      |                        |                    |                    |
| 146 | «Capítol 146»      | Sílvia Quer                 | Josep Maria Benet i Jornet & Joan Marimón            | 21 d'octubre de 1994   |                    |                    |
| L'Anna es desperta després del part amb el Jaume al seu costat. L'Anna recrimina a la seva mare que hagi trucat al Jaume. La Júlia explica a l'Helena que ja no surt amb el Ferran i que té por de trobar-se'l si va a veure l'Anna. Mentre l'Anna i el Jaume parlen de la inscripció del nen al registre, arriba el Marc. |                    |                             |                                                      |                        |                    |                    |
| 147 | «Capítol 147»      | Ildefons Duran              | Josep Maria Benet i Jornet & Joan Marimón            | 24 d'octubre de 1994   |                    |                    |
| El Marc està molest perquè no l'han avisat abans del naixement del nen. La Victòria i l'Andreu parlen del futur després de vendre les joies. El Marc recorda a l'Antonio que li deu diners. La Cristina va a visitar l'Anna amb un gran regal i després va a casa de l'Antonio amb canapès i cava. |                    |                             |                                                      |                        |                    |                    |
| 148 | «Capítol 148»      | Ildefons Duran              | Josep Maria Benet i Jornet & Joan Marimón            | 25 d'octubre de 1994   |                    |                    |
| La Mercè explica contenta al Manel que algú ha passat la nit amb la Charo. El Marc està amoïnat per la nova situació que a partir d'ara viurà amb l'Anna. La Rosa s'ha assabentat que el Bernat té una nòvia. L'Anna no s'acaba d'adaptar al seu fill. El Ferran comenta a l'Anna que no entén l'actitud que ha adoptat la Júlia. |                    |                             |                                                      |                        |                    |                    |
| 149 | «Capítol 149»      | Ildefons Duran              | Josep Maria Benet i Jornet & Joan Marimón            | 26 d'octubre de 1994   |                    |                    |
| El Ferran intenta veure l'Esther. L'Anna té depressió postpart. El Xavier vol vendre cotxes a tothom. El David aconsella el Marc que ajudi l'Anna amb les tasques del Guillem. El Ferran veu la Júlia amb el Guillem divertint-se. |                    |                             |                                                      |                        |                    |                    |
| 150 | «Capítol 150»      | Ildefons Duran              | Josep Maria Benet i Jornet & Joan Marimón            | 27 d'octubre de 1994   |                    |                    |
| El Marc, molt atent amb l'Anna, intenta ajudar-la amb el nen. El Guillem i la Júlia intimen i se'n van de compres junts. L'Andreu i la Victòria proposen al Martí que dibuixi per al butlletí del barri. La Lola visita el Marc i l'Anna per conèixer el Guillem. El Xavier busca la Charo perquè creu que pot tenir problemes. El Jaume va a visitar l'Anna, però hi va acompanyat.                                                                    |                    |                             |                                                      |                        |                    |                    |
| 151 | «Capítol 151»      | Ildefons Duran              | Josep Maria Benet i Jornet & Joan Marimón            | 28 d'octubre de 1994   |                    |                    |
| El Ferran està gelós de veure junts la Júlia i el Guillem. L'Abel, el marit de la Charo, ha tornat. La Rosa decideix anar a Tolosa amb el Bernat. L'Antonio ha hipotecat el pis per pagar el deute que té amb el Marc. |                    |                             |                                                      |                        |                    |                    |
| 152 | «Capítol 152»      | Sònia Sánchez               | Josep Maria Benet i Jornet & Joan Marimón            | 31 d'octubre de 1994   |                    |                    |
| El Xavier i el Quim protegeixen la Charo del seu marit. El Miquel vol que el Martí sigui de la seva penya. La Victòria i l'Andreu decideixen donar els diners per al casal del barri. El Guillem intenta seduir la Júlia. La Rosa es prepara per anar a Tolosa i l'Antonio està emprenyat. El Miquel va al casinet i pren els diners a la seva àvia. |                    |                             |                                                      |                        |                    |                    |
| 153 | «Capítol 153»      | Sònia Sánchez               | Josep Maria Benet i Jornet & Joan Marimón            | 1 de novembre de 1994  |                    |                    |
| L'Helena està molesta amb el seu marit pels seus viatges a Boston i alhora preocupada per la seva pròxima operació. L'Anna posa impediments al Jaume per veure el seu fill. L'Andreu vol entrevistar-se amb el Balcells. |                    |                             |                                                      |                        |                    |                    |
| 154 | «Capítol 154»      | Sònia Sánchez               | Josep Maria Benet i Jornet & Joan Marimón            | 2 de novembre de 1994  |                    |                    |
| El Balcells ensenya plànols de terrenys a l'Andreu. L'Abel segueix la Charo fins a casa seva sense que ella se n'adoni. L'Antonio fa preguntes insistentment a la Rosa sobre el seu viatge a Tolosa. L'Helena ingressa a l'hospital. Com que el Marc no ajuda gens l'Anna amb el nen, ella recorre al Jaume. |                    |                             |                                                      |                        |                    |                    |
| 155 | «Capítol 155»      | Sònia Sánchez               | Josep Maria Benet i Jornet & Joan Marimón            | 3 de novembre de 1994  |                    |                    |
| L'Abel ha abusat de la Charo i el Quim l'ajuda. El Ferran ha d'anar a declarar. L'Andreu fa societat amb el Balcells. El Guillem va a casa de la Júlia, aparentment per treballar... |                    |                             |                                                      |                        |                    |                    |
| 156 | «Capítol 156»      | Sònia Sánchez               | Josep Maria Benet i Jornet & Joan Marimón            | 4 de novembre de 1994  |                    |                    |
| La Mercè està irritada pels desperfectes que ha fet al pis el marit de la Charo. La Rosa explica a la Mercè la vida que tenia abans la Charo. El Ferran està espantat per les amenaces que ha rebut. La Júlia ha fet l'amor amb el Guillem. |                    |                             |                                                      |                        |                    |                    |
| 157 | «Capítol 157»      | Enric Banqué                | Josep Maria Benet i Jornet & Joan Marimón            | 7 de novembre de 1994  |                    |                    |
| L'Esther torna per denunciar els mafiosos. La Kati demana al Ferran que no declari. L'Antonio cada dia està més gelós de la Rosa per culpa del Bernat. El Jaume i l'Helena estan d'acord que la novel·la de l'Anna és perfecta. |                    |                             |                                                      |                        |                    |                    |
| 158 | «Capítol 158»      | Enric Banqué                | Josep Maria Benet i Jornet & Joan Marimón            | 8 de novembre de 1994  |                    |                    |
| El pare de la Júlia ha tornat i la vol veure. En Bernat vol convèncer la Rosa per ampliar el negoci i l'Antonio hi està en contra. La Victòria vol parlar amb el banc dels seus diners però l'Andreu s'hi avança. La Júlia presenta en Guillem a la seva mare. En Ferran rep una visita amenaçadora. |                    |                             |                                                      |                        |                    |                    |
| 159 | «Capítol 159»      | Enric Banqué                | Josep Maria Benet i Jornet & Joan Marimón            | 9 de novembre de 1994  |                    |                    |
| El Barrios, el pare de la Júlia, amenaça el Ferran perquè no declari. La Júlia i el Barrios es tornen a trobar. El Marc se'n va a Tòquio. A l'Helena no li agrada el Guillem. El Ferran no ha anat a declarar. |                    |                             |                                                      |                        |                    |                    |
| 160 | «Capítol 160»      | Enric Banqué                | Josep Maria Benet i Jornet & Joan Marimón            | 10 de novembre de 1994 |                    |                    |
| L'Antonio i la Cristina es tornen a trobar en secret. En Barrios ha estat contractat pels mafiosos. La Betty es cansa de sentir parlar sempre el Jaume de l'Anna. En Ferran espera l'Esther i veu que la segueixen els mafiosos. |                    |                             |                                                      |                        |                    |                    |
| 161 | «Capítol 161»      | Enric Banqué                | Josep Maria Benet i Jornet & Joan Marimón            | 11 de novembre de 1994 |                    |                    |
| El Ferran està desolat per la mort de l'Esther. L'Anna i la Júlia el consolen. L'Antoni i la Rosa estan preocupats per la seguretat del seu fill. La tieta Victòria i l'Andreu recullen firmes per convertir els carrers en zona de vianants. La Kati va a veure el Ferran i li diu que ha vist els assassins. |                    |                             |                                                      |                        |                    |                    |
| 162 | «Capítol 162»      | Sílvia Quer                 | Josep Maria Benet i Jornet & Joan Marimón            | 14 de novembre de 1994 |                    |                    |
| El Ferran demana a la Kati que declari contra els mafiosos, però ella te por. La Rosa segueix preocupada pel Ferran. L'Antoni ja té un lloc per trobar-se amb la Cristina. La Mercè explica a l'Helena que la Xaro va ser violada pel seu martit. La Xaro, finalment, denuncia la violacio. L'Helena i la Júlia s'enfaden pels regals tan cars que rep aquesta última.                                                                                  |                    |                             |                                                      |                        |                    |                    |
| 163 | «Capítol 163»      | Sílvia Quer                 | Josep Maria Benet i Jornet & Joan Marimón            | 15 de novembre de 1994 |                    |                    |
| L'Antonio i la Cristina seran padrins del Guillem. L'Helena i el Jaume comuniquen a l'Anna que li publicaran la seva novel·la; ella, ràpidament, ho explica a la seva família, excepte a la tieta Victòria. L'Helena vol que la Júlia marxi a Boston amb el Dr. Boix. Es fa un sopar familiar a casa de la Rosa, però l'Antonio no hi és. L'Anna troba el collaret de promesa del Jaume. La Cristina i l'Antonio tenen una cita.                        |                    |                             |                                                      |                        |                    |                    |
| 164 | «Capítol 164»      | Sílvia Quer                 | Josep Maria Benet i Jornet & Joan Marimón            | 16 de novembre de 1994 |                    |                    |
| L'Antonio ha estat molt afectuós amb la Rosa. El Dr. Boix proposa a la Júlia d'anar amb ell a Boston i ella hi accedeix. La Rosa està a punt de descobrir l'embolic de l'Antoni i la Cristina. L'Anna i el Jaume es troben i sopen junts. Ella duu posat el collaret. Al final del sopar es petonegen. |                    |                             |                                                      |                        |                    |                    |
| 165 | «Capítol 165»      | Sílvia Quer                 | Josep Maria Benet i Jornet & Joan Marimón            | 17 de novembre de 1994 |                    |                    |
| La Misericòrdia posa en dubte els sentiments del Dr. Boix vers la Júlia. La tieta Victòria pressiona l'Andreu per l'assumpte del banc. L'Eudald dona a l'Andreu un xec amb beneficis del negoci, i li proposa que n'inverteixi més. Proposen a la Mercè que faci una campanya publicitària. L'Eugeni surt a navegar un dia de tempesta i, segons el telenotícies, desapareix. El Jaume i l'Anna se senten confosos després d'haver passat la nit junts. |                    |                             |                                                      |                        |                    |                    |
| 166 | «Capítol 166»      | Sílvia Quer                 | Josep Maria Benet i Jornet & Joan Marimón            | 18 de novembre de 1994 |                    |                    |
| El Xavier està desesperat perquè no té notícies de l'Eugeni i truca al Pau per tranquil·litzar-lo. La Kati dorm a casa del Ferran perquè no sap on anar. El Miquel avisa el Martí i la Clàudia que hi haurà problemes al concurs de ball. Al final apareix l'Eugeni al casinet, aquest es retroba amb el seu fill, el Pau. |                    |                             |                                                      |                        |                    |                    |
| 167 | «Capítol 167»      | Ildefons Duran              | Josep Maria Benet i Jornet & Joan Marimón            | 21 de novembre de 1994 |                    |                    |
| El Jaume dona les claus del seu pis a l'Anna. El Manel no veu clar l'anunci que ha de fer la Mercè. La Cristina no pot anar a la cita que té amb l'Antonio perquè ha d'anar a un acte amb el seu marit. El ball s'ha suspès pels incidents amb la banda del Miquel. El Xavier està molt refredat i ha rebut una pallissa. El Marc arriba del Japó, però l'Anna el refusa. L'Andreu inverteix més diners en el negoci amb el Balcells.                   |                    |                             |                                                      |                        |                    |                    |
| 168 | «Capítol 168»      | Ildefons Duran              | Josep Maria Benet i Jornet & Joan Marimón            | 22 de novembre de 1994 |                    |                    |
| El Dr. Boix i la Júlia tornen del viatge a Boston. L'Anna segueix refusant el Marc, aquest troba les claus de casa del Jaume. El Martí i la Clàudia estan preocupats per l'engarjolament del Miquel. El Jaume i l'Anna estan cada vegada més pròxims. El Marc arriba a casa del Jaume i l'amenaça de mort si li pren lAnna. |                    |                             |                                                      |                        |                    |                    |
| 169 | «Capítol 169»      | Ildefons Duran              | Josep Maria Benet i Jornet & Joan Marimón            | 23 de novembre de 1994 |                    |                    |
| El Marc i el Jaume es barallen per l'Anna. El bernat proposa a la Rosa que l'acompanyi a Amposta i l'Antonio accedeix. El Marc troba i es queda les claus de casa del Jaume. La Cristina diu a l'Helena que el Xavier té la sida. La Júlia vol presentar el Guillem al seu pare. La Kati accepta anar a dormir a casa del Ferran. |                    |                             |                                                      |                        |                    |                    |
| 170 | «Capítol 170»      | Ildefons Duran              | Josep Maria Benet i Jornet & Joan Marimón            | 24 de novembre de 1994 |                    |                    |
| L'Eudald vol que el Jaume entri a treballar a l'ajuntament. La tieta Victòria aprova l'examen de conduir i l'Andreu li regala un cotxe. La relació entre el Marc i l'Anna és cada vegada més distant. El Balcells i la Cristina es troben a soles a casa del Jaume i, allà, en Balcells es troba malament. L'Anna anuncia a tothom al supermercat que l'Eudald Balcells ha mort.                                                                        |                    |                             |                                                      |                        |                    |                    |
| 171 | «Capítol 171»      | Ildefons Duran              | Josep Maria Benet i Jornet & Joan Marimón            | 25 de novembre de 1994 |                    |                    |
| Es fa l'enterrament de l'Eudald Balcells. L'Andreu està preocupat pels seus 25 milions. La Júlia presenta el seu pare al Guillem. El Ferran fa les paus amb el Marc. L'Anna i el Jaume cada dia estan més junts. |                    |                             |                                                      |                        |                    |                    |
| 172 | «Capítol 172»      | Enric Banqué                | Josep Maria Benet i Jornet & Joan Marimón            | 28 de novembre de 1994 |                    |                    |
| L'Anna no va a dormir a casa del Marc. L'Andreu visita el Jaume i la Cristina per saber què ha passat amb els seus diners. La Mercè diu a l'Helena que el Xavier té la sida. L'Helena discuteix amb la Júlia per culpa del Guillem. L'Anna avisa el Quim perquè el Ferran no vagi a sopar, però el Quim no el troba. |                    |                             |                                                      |                        |                    |                    |
| 173 | «Capítol 173»      | Enric Banqué                | Josep Maria Benet i Jornet & Joan Marimón            | 29 de novembre de 1994 |                    |                    |
| L'Anna s'instal·la a casa dels seus pares. El Marc no accepta la fugida de l'Anna. La Júlia marxa uns dies de casa de l'Helena per culpa del seu pare. L'Antoni diu a la Rosa que el Xavier té la sida. La Júlia i el Guillem discuteixen. La Kati explica a la Júlia que ella ha vist els assassins de l'Esther. |                    |                             |                                                      |                        |                    |                    |
| 174 | «Capítol 174»      | Enric Banqué                | Josep Maria Benet i Jornet & Joan Marimón            | 30 de novembre de 1994 |                    |                    |
| El David recrimina al Marc que descuidi el negoci. El Marc s'inventa un viatge a Tòquio. La Rosa està disposada a acceptar que el seu germà tingui la sida. La Mercè està molt contenta de l'anunci, però el Manel està empipat. La Charo ha d'anar a cuidar la seva mare. El Boix visita l'Andreu, que està malalt. |                    |                             |                                                      |                        |                    |                    |
| 175 | «Capítol 175»      | Enric Banqué                | Josep Maria Benet i Jornet & Joan Marimón            | 1 de desembre de 1994  |                    |                    |
| El Barrios vol eliminar el testimoni de l'assassinat, que coneix mitjançant la Júlia. La Charo diu adéu al Quim. L'Anna i el Jaume tornen a viure junts. La Cristina coneix el testament del Balcells. Mentre el Barrios amenaça el Ferran, apareix la Júlia. |                    |                             |                                                      |                        |                    |                    |
| 176 | «Capítol 176»      | Enric Banqué                | Josep Maria Benet i Jornet & Joan Marimón            | 2 de desembre de 1994  |                    |                    |
| La Júlia s'assabenta que el seu pare és un assassí. La Miralles comunica a l'Andreu les dificultats que hi ha per recuperar els diners. La Victòria ho descobreix tot. L'Helena descobreix les inclinacions del seu marit cap a la Júlia. |                    |                             |                                                      |                        |                    |                    |
| 177 | «Capítol 177»      | Sílvia Quer                 | Josep Maria Benet i Jornet & Joan Marimón            | 5 de desembre de 1994  |                    |                    |
| La Victòria i l'Andreu es barallen. La Júlia ajuda el Ferran i la Kati. La Júlia i el Guillem es reconcilien. L'Helena es baralla amb el Boix. El Miquel demana ajuda al Martí. La Rosa explica que el Xavier no té la sida. |                    |                             |                                                      |                        |                    |                    |
| 178 | «Capítol 178»      | Sílvia Quer                 | Josep Maria Benet i Jornet & Joan Marimón            | 6 de desembre de 1994  |                    |                    |
| El Bernat segueix insistint amb la Rosa i el seu enamorament. La Júlia confessa que el seu pare és un assassí. L'Andreu se separa de la Victòria. Tot i que l'anunci de la Mercè és un èxit, en Manel no està content. |                    |                             |                                                      |                        |                    |                    |
| 179 | «Capítol 179»      | Sílvia Quer                 | Josep Maria Benet i Jornet & Joan Marimón            | 7 de desembre de 1994  |                    |                    |
| El Bernat vol esbrinar si la Rosa sap que la Cristina és amant de l'Antonio. L'Helena està molt deprimida i comença a trobar-se malament. El Xavier cada dia està més marginat pel rumor que circula sobre la seva malaltia. |                    |                             |                                                      |                        |                    |                    |
| 180 | «Capítol 180»      | Sílvia Quer                 | Josep Maria Benet i Jornet & Joan Marimón            | 8 de desembre de 1994  |                    |                    |
| El Jaume i l'Anna s'han casat en secret. L'Anna està intranquil·la perquè rep trucades estranyes. El Miquel s'ha reformat. La Misericòrdia ajuda en Xavier. La Mercè ha decidit deixar el supermercat. L'Helena dona la gran notícia. La Rosa, el Bernat i en Xavier celebren l'èxit de la convenció. |                    |                             |                                                      |                        |                    |                    |
| 181 | «Capítol 181»      | Sílvia Quer                 | Josep Maria Benet i Jornet & Joan Marimón            | 9 de desembre de 1994  |                    |                    |
| L'Antonio, el Bernat i el Xavier intenten animar la Rosa, però amb poca fortuna. L'Helena explica a la Rosa que ha trencat amb el Daniel. El Miquel diu adéu al Martí i a la Clàudia. L'Anna anima la tieta Victòria perquè faci les paus amb l'Andreu. |                    |                             |                                                      |                        |                    |                    |
| 182 | «Capítol 182»      | Ildefons Duran              | Josep Maria Benet i Jornet & Joan Marimón            | 11 de desembre de 1994 |                    |                    |
| El Jaume ha trobat els papers de la societat del seu pare amb l'Andreu. L'Antonio intenta convèncer la Rosa perquè tingui al supermercat. El Bernat explica que les garotes són la causa de la intoxicació. La Mercè convenç el Manel perquè l'acompanyi a Eivissa. |                    |                             |                                                      |                        |                    |                    |
| 183 | «Capítol 183»      | Ildefons Duran              | Josep Maria Benet i Jornet & Joan Marimón            | 13 de desembre de 1994 |                    |                    |
| L'Helena rebutja el seu marit. L'Anna i el Jaume decideixen que la Clàudia faci de cangur del Guillem i, com que segueixen rebent trucades sospitoses, avisen la policia. La Rosa es vol vendre la seva part del negoci del catering. El Bernat explica a la tieta Victòria que l'Antonio i la Cristina s'entenen. El Guillem proposa a la Júlia que vagi a viure amb ell a Mallorca.                                                                   |                    |                             |                                                      |                        |                    |                    |
| 184 | «Capítol 184»      | Ildefons Duran              | Josep Maria Benet i Jornet & Joan Marimón            | 14 de desembre de 1994 |                    |                    |
| La tieta Victòria intenta parlar amb l'Antonio. La Júlia explica a l'Anna els seus dubtes sobre la proposta del Guillem. També en parla amb el Boix. El Martí pensa que la intoxicació del dia de la convenció va ser culpa d'ell. La Victòria explica a l'Andreu els embolics de l'Antonio. |                    |                             |                                                      |                        |                    |                    |
| 185 | «Capítol 185»      | Ildefons Duran              | Josep Maria Benet i Jornet & Joan Marimón            | 15 de desembre de 1994 |                    |                    |
| L'Antonio explica a la Cristina que la Victòria sap que s'entenen. L'Helena diu a la Júlia que està embarassada. Algú entra al pis del Jaume i de l'Anna. El Xavier explica a la Rosa que l'Antonio l'enganya. |                    |                             |                                                      |                        |                    |                    |
| 186 | «Capítol 186»      | Ildefons Duran              | Josep Maria Benet i Jornet & Joan Marimón            | 16 de desembre de 1994 |                    |                    |
| L'Eugeni i el Xavier intenten reanimar la Rosa. La Victòria esbronca l'Antonio per la seva actitud amb la Rosa. El Jaume parla amb el David per saber si el Marc és a Tòquio. El Ferran i la Kati tornen a Barcelona per declarar en el judici. |                    |                             |                                                      |                        |                    |                    |
| 187 | «Capítol 187»      | Enric Banqué                | Josep Maria Benet i Jornet & Joan Marimón            | 19 de desembre de 1994 |                    |                    |
| La Rosa està internada i l'Antonio explica a la Cristina que confessarà a la Rosa la seva relació. El Jaume i l'Anna regalen una novel·la a la tieta Victòria. La Júlia ha decidit no anar a Mallorca. El Ferran i la Kati surten de declarar i topen amb el Barrios, que va emmanillat i amenaça de mort la Kati. |                    |                             |                                                      |                        |                    |                    |
| 188 | «Capítol 188»      | Enric Banqué                | Josep Maria Benet i Jornet & Joan Marimón            | 20 de desembre de 1994 |                    |                    |
| La Rosa ha tornat de l'hospital i l'Antonio intenta confessar-li la seva relació amb la Cristina, però no pot perquè rep moltes visites. El Martí ha tret bones notes i vol inscriure's al nou institut. El Manel i la Mercè han arribat d'Eivissa i comproven que la Charo ha tornat. El Ferran surt a comprar menjar i deixa la Kati sola al pis. |                    |                             |                                                      |                        |                    |                    |
| 189 | «Capítol 189»      | Enric Banqué                | Josep Maria Benet i Jornet & Joan Marimón            | 21 de desembre de 1994 |                    |                    |
| La Kati ha rebut els trets del Barrios. La Júlia s'assabenta que el seu pare ha disparat la Kati. La Rosa diu al Bernat que vol tornar a treballar. |                    |                             |                                                      |                        |                    |                    |
| 190 | «Capítol 190»      | Enric Banqué                | Josep Maria Benet i Jornet & Joan Marimón            | 22 de desembre de 1994 |                    |                    |
| El Ferran consola la Júlia de la mort del seu pare. L'Anna dona instruccions a la Clàudia de no deixar entrar ningú al pis. L'Antonio i la Rosa tenen una conversa seriosa i potser definitiva. El doctor Boix truca a l'Helena. |                    |                             |                                                      |                        |                    |                    |
| 191 | «Capítol 191»      | Enric Banqué                | Josep Maria Benet i Jornet & Joan Marimón            | 23 de desembre de 1994 |                    |                    |
| La Clàudia està ferida i explica a en Jaume el que ha passat. En Jaume intenta esbrinar on ha anat l'Anna. La Mercè està a punt de tenir el fill. L'Helena i en Daniel es retroben per comentar el seu futur. L'Antonio i la Rosa esperen tota la família per celebrar el Nadal. |                    |                             |                                                      |                        |                    |                    |
| 192 | «Capítol 192»      | Sílvia Quer                 | Josep Maria Benet i Jornet & Joan Marimón            | 26 de desembre de 1994 |                    |                    |
| La Victòria té una gran sorpresa quan veu que l'Andreu ha sortit de la presó. En Marc comença a preparar el nou negoci i la venjança de l'Antonio. L'Antonio té problemes amb Hisenda. En Jaume i l'Anna continuen tenint problemes. |                    |                             |                                                      |                        |                    |                    |